# 喬治·史崔特
喬治·史崔特（1952年5月18日—），美国乡村音乐歌手，1981年正式出道，現今仍活躍於美國樂壇。喬治·史崔特有“乡村音乐之王”之称，他2009年在美國鄉村樂壇締造44首鄉村冠軍單曲紀錄，目前仍無人超越。另外喬治·史崔特連續30年每年在鄉村榜上都有TOP 10單曲誕生，此項紀錄已正式被列入金氏世界紀錄。喬治·史崔特在告示牌排行榜公告的最伟大乡村艺术家（Greatest Of All Time Country Artists）榜上排名位居第一名。

## 個人資料

### 生平簡介
1952年5月18日，喬治·史崔特出生于美国德克萨斯州皮索尔（Poteet, Texas），高中毕业后上了大学但是很快就退学，和他高中时期女朋友诺尔马（Norma）去墨西哥私奔结婚，但是几个星期之后在德克萨斯州的一个教堂里再一次举行了婚姻典礼。
1971年，喬治以步兵应征入伍美国陆军，并跟随美国陆军第25轻步兵师被部署到夏威夷州斯科菲爾德營。在当兵期间，喬治参加了由美国陆军赞助组建的乐队“漫步乡村”（Rambling Country）。1975年以下士军衔从陆军退伍之后，喬治进入西南德克萨斯州立大学（今德克萨斯州立大学）学习农业专业，并于1979年毕业。
喬治·史崔特和妻子诺尔马住在德克萨斯州Cotulla的农场。夫妻二人生育了两个子女，女儿珍妮弗（Jenifer）于1972年出生在夏威夷，儿子乔治（George Jr.）出生于1981年。不幸的是，女儿珍妮弗于1986年在一次车祸中丧生了。为了纪念自己不幸早逝的女儿，喬治随后创作了歌曲《Baby Blue》。喬治在歌曲中的真情流露成功地使这首歌荣登音乐排行榜“Billboard”乡村榜第一名。
喬治·史崔特的兴趣爱好包括钓鱼，高尔夫球，和骑摩托车。同时他也是圣安东尼奥马刺队球迷。

### 演藝事業
喬治·史崔特在1976年就已發行個人單曲，當時他年僅24歲且尚未簽入任何唱片公司，在1980年之前他陸續共推出三首單曲，但並未進入任何排行榜。直到1981年他才以專輯《Strait Country》正式出道，而他生平第一首鄉村冠軍單曲是在1982年8月28日以〈Fool Hearted Memory〉獲得。
喬治·史崔特從1981年出道至2010年連續30年，每年都有TOP 10歌曲在鄉村榜誕生，而且他在鄉村榜上有73首TOP 5歌曲，這已讓他確定在金氏世界紀錄留名。喬治·史崔特在鄉村音樂界還締造了另一項紀錄，他連續19年在鄉村榜都有冠軍單曲產生（1982年至2000年），而截至2015年為止，這項紀錄仍然未被超越。
喬治·史崔特在2008年發行的專輯《Troubadour》榮獲第51屆葛萊美獎最佳鄉村專輯大獎（Best Country Album）。
誰擁有最多首鄉村冠軍歌曲，說法眾說紛紜，不同的媒體有不同的的算法，有指稱已故鄉村歌手康威·特威蒂（Conway Twitty）的55首為最，喬治·史崔特的53首次之，但這都不正確，為此美國告示牌還正式在官網發文澄清，說明在告示牌鄉村歌曲榜（Billboard Hot Country Songs）擁有最多冠軍單曲的歌手正是喬治·史崔特，他締造了44首冠軍單曲紀錄，為該榜最高紀錄保持人，他最近一次摘下該榜冠軍是2009年4月18日以單曲〈River of Love〉獲得，接下來才是康威·特威蒂，他以40首排名第二位，而擁有超過40首鄉村冠軍曲紀錄的歌手目前也只有他們兩位而已。喬治·史崔特在告示牌排行榜公告的最伟大乡村艺术家榜上排名位居第一名。

### 影视作品
| 年份 | 作品名称                 | 角色                   |
| ---- | ------------------------ | ---------------------- |
| 1982 | The Soldier              | 本人                   |
| 1992 | Pure Country             | Wyatt "Dusty" Chandler |
| 2002 | Grand Champion           | 本人                   |
| 2003 | King of the Hill         | 为角色 Cornell 配音    |
| 2010 | Pure Country 2: The Gift | 本人                   |

## 唱片
- Cowboys and Dreamers (2024)
- Honky Tonk Time Machine (2019)
- Cold Beer Conversation (2015)
- Love Is Everything (2013)
- Here for a Good Time (2011)
- Twang (2009)
- Troubadour (2008)
- It Just Comes Natural (2006)
- Somewhere Down in Texas (2005)
- Honkytonkville (2003)
- The Road Less Traveled (2001)

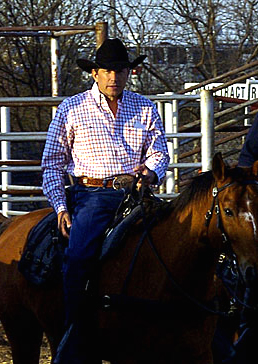
乔治·斯特雷特

- George Strait (2000)
- Always Never the Same (1999)
- One Step at a Time (1998)
- Carrying Your Love with Me (1997)
- Blue Clear Sky (1996)
- Lead On (1994)
- Easy Come, Easy Go (1993)
- Holding My Own (1992)
- Chill of an Early Fall (1991)
- Livin' It Up (1990)
- Beyond the Blue Neon (1989)
- If You Ain't Lovin' You Ain't Livin' (1988)
- Ocean Front Property (1987)
- #7 (1986)
- Something Special (1985)
- Does Fort Worth Ever Cross Your Mind (1984)
- Right or Wrong (1983)
- Strait from the Heart (1982)
- Strait Country (1981)